# Tito Menenio Lanato
Tito Menenio Lanato (fl. V secolo a.C.) è stato un politico romano del V secolo a.C.

## Consolato
Tito Menenio Lanato, chiamato Gaio Menenio secondo Livio, Lucio Menenio secondo Dionigi e Tito Menenio secondo Diodoro fu eletto console nel 452 a.C. insieme al collega Publio Sestio Capitone.
Una commissione, formata da Spurio Postumio Albo, Aulo Manlio e Sulpicio Camerino, inviata ad Atene, per trascrivere le leggi di Solone, e quindi poterle studiare per riformare le istituzioni romane, ritornò in città.
Dopo molte insistenze da parte dei tribuni della plebe, patrizi e plebei concordarono per la costituzione del primo decemvirato:
(Tito Livio, Ab Urbe condita libri, Libro III, 2, 32)

### Fonti primarie
- Tito Livio, Ab Urbe condita libri, Libro III.
- Diodoro Siculo, Bibliotheca historica, Libro XII.
- Dionigi di Alicarnasso, Antichità romane, Libro X.